# Списак помрачења Сунца у 21. веку
Током 21. века догодиће се 224 помрачења Сунца, од којих ће 77 бити делимичних, 72 прстенастих, 68 потпуних и 7 хибридних између потпуног и прстенастог помрачења. Од тога, два прстенаста и једно потпуно помрачење биће нецентрална, у смислу да ће сам центар (оса) Месечеве сенке промашити Земљу (за више информација погледајте гама). У 21. веку, највећи број помрачења у једној години је четири, и то у годинама 2011, 2029, 2047, 2065, 2076. и 2094. Овде дата предвиђања је направио Фред Еспенак из Годардовог свемирског летачког центра при НАСА-и.
До сада, најдуже измерено трајање потпуног покривања Сунца Месецом, познато као тоталитет, било је током помрачења Сунца 22. јула 2009.. Ово потпуно помрачење Сунца имало је максимално трајање од 6 минута и 38,86 секунди. Најдуже могуће трајање потпуног помрачења Сунца је 7 минута и 32 секунде. Најдуже прстенасто помрачење Сунца у 21. веку догодило се 15. јануара 2010., са трајањем од 11 минута и 7,8 секунди. Максимално могуће трајање је 12 минута и 29 секунди. Помрачење 20. маја 2050. биће друго хибридно помрачење у распону од мање од годину дана, при чему је прво 25. новембра 2049..
Табела садржи датум и време највећег помрачења (у динамичком времену, што је у овом случају време када оса Месечевог конуса сенке пролази најближе центру Земље; ово је у Ефемеридном времену). Наведен је број сароског циклуса којем помрачење припада, затим тип помрачења (потпуно, прстенасто, делимично или хибридно), гама помрачења (колико централно Месечева сенка погађа Земљу) и магнитуда помрачења (део пречника Сунца који је заклоњен Месецом). За потпуна и прстенаста помрачења дато је трајање помрачења, као и локација највећег помрачења (тачка максималног помрачења) и ширина путање потпуног или прстенастог помрачења. Наведена су и географска подручја са којих се помрачење може видети, заједно са мапом која илуструје путању сваког помрачења.

## Реакције у Србији 1999. године
Потпуно помрачење Сунца било је видљиво у Србији 11. августа 1999. године остало је упамћено по неуобичајеним реакцијама јавности и званичним препорукама власти. У данима који су претходили помрачењу, Савезно министарство за рад, здравство и социјалну политику, заједно са другим институцијама, издало је упутство о мерама заштите које је довело до тога да су улице широм земље биле празне, а ролетне спуштене.
Званичне препоруке су укључивале:
- Спуштање ролетни на прозорима и удаљавање од њих.
- Савет да деца и старије особе не излазе из куће за време помрачења.
- Обавезу за родитеље и предшколске установе да децу држе у затвореном и замраченом простору.
- Посматрање појаве искључиво преко телевизијског преноса или уз коришћење специјалних наочара са кобалт стаклом.[6]

Касније анализе су ове мере оцениле као претеране, наводећи да су поједине институције и медији ширили „нетачна упозорења“ која су изазвала непотребан страх међу грађанима. Данас се нагласак ставља на едукацију о безбедним методама посматрања, а не на избегавање појаве.

## Помрачења
| Датум               | Време највећег помрачења (ТТ) | Сарос | Тип                      | Гама     | Магнитуда | Централно трајање (мин:с) | Локација                                  | Ширина путање | Ширина путање | Географско подручје | Мапа | Реф.         |
| Датум               | Време највећег помрачења (ТТ) | Сарос | Тип                      | Гама     | Магнитуда | Централно трајање (мин:с) | Локација                                  | км            | миље          | Географско подручје | Мапа | Реф.         |
| ------------------- | ----------------------------- | ----- | ------------------------ | -------- | --------- | ------------------------- | ----------------------------------------- | ------------- | ------------- | --- | ---- | ------------ |
| 21. јун 2001.       | 12:04:46                      | 127   | Потпуно                  | -0,5701  | 1,0495    | 4:57                      | 11° 18′ Ј; 2° 42′ И / 11.3° Ј; 2.7° И     | 200           | 124           | Потпуно: Ангола, Замбија, Зимбабве, Мозамбик и Мадагаскар Делимично: Источна Јужна Америка, Африка |      | [ 8 ]        |
| 14. децембар 2001.  | 20:53:01                      | 132   | Прстенасто               | 0,4089   | 0,9681    | 3:53                      | 0° 36′ С; 130° 42′ З / 0.6° С; 130.7° З   | 126           | 78            | Прстенасто: Никарагва и Костарика Делимично: Северна и Средња Америка, северозападна Јужна Америка, Хаваји |      | [ 8 ]        |
| 10. јун 2002.       | 23:45:22                      | 137   | Прстенасто               | 0,1993   | 0,9962    | 0:23                      | 34° 30′ С; 178° 36′ З / 34.5° С; 178.6° З | 13            | 8             | Прстенасто: Индонезија, Атол Кајангел, Северна Маријанска Острва, Халиско, Мексико Делимично: Источна Азија, Североисточна Аустралија, Северна Америка, Хаваји |      | [ 8 ]        |
| 4. децембар 2002.   | 07:32:16                      | 142   | Потпуно                  | -0,302   | 1,0244    | 2:04                      | 39° 30′ Ј; 59° 36′ И / 39.5° Ј; 59.6° И   | 87            | 54            | Потпуно: Ангола, Боцвана, Зимбабве, Јужноафричка Република, Мозамбик и Јужна Аустралија Делимично: Африка, Антарктик, Индонезија, Аустралија |      | [ 8 ]        |
| 31. мај 2003.       | 04:09:22                      | 147   | Прстенасто               | 0,996    | 0,9384    | 3:37                      | 66° 36′ С; 24° 30′ З / 66.6° С; 24.5° З   | —             | —             | Прстенасто: Гренланд, Исланд, североисточна Шкотска, Фарска Острва, Шетландска острва Делимично: Источна Европа, Северна Азија, Западна Азија, Блиски исток, Аљаска, Гренланд, северозападни део Канаде                                                                            |      | [ 8 ]        |
| 23. новембар 2003.  | 22:50:22                      | 152   | Потпуно                  | -0,9638  | 1,0379    | 1:57                      | 72° 42′ Ј; 88° 24′ И / 72.7° Ј; 88.4° И   | 495           | 308           | Потпуно: Источни Антарктик Делимично: Аустралија, Нови Зеланд, Антарктик, јужни Чиле и Аргентина |      | [ 8 ]        |
| 19. април 2004.     | 13:35:05                      | 119   | Делимично                | -1,1335  | 0,7367    | —                         | 61° 36′ Ј; 44° 18′ И / 61.6° Ј; 44.3° И   | —             | —             | Делимично: Антарктик, Јужна Африка |      | [ 8 ]        |
| 14. октобар 2004.   | 03:00:23                      | 124   | Делимично                | 1,0348   | 0,9282    | —                         | 61° 12′ С; 153° 42′ З / 61.2° С; 153.7° З | —             | —             | Делимично: Источна Русија, Монголија, североисточна Кина, Кореја, Јапан, Хаваји, западна Аљаска |      | [ 8 ]        |
| 8. април 2005.      | 20:36:51                      | 129   | Хибридно                 | -0,3473  | 1,0074    | 0:42                      | 10° 36′ Ј; 119° 00′ З / 10.6° Ј; 119.0° З | 27            | 17            | Потпуно: Нигде Прстенасто: Острва Баунти, југоисточна Француска Полинезија, Панама, Колумбија, Венецуела Делимично: Нови Зеланд, Океанија, Западни Антарктик, Мексико, Средња Америка, Кариби, западна Јужна Америка                                                               |      | [ 8 ]        |
| 3. октобар 2005.    | 10:32:47                      | 134   | Прстенасто               | 0,3306   | 0,9576    | 4:32                      | 12° 54′ С; 28° 42′ И / 12.9° С; 28.7° И   | 162           | 101           | Прстенасто: Португалија, Шпанија, Алжир, Тунис, Либија, Чад, Судан, Етиопија, Кенија и Сомалија Делимично: Европа, Африка, Блиски исток, Јужна Азија |      | [ 8 ]        |
| 29. март 2006.      | 10:12:23                      | 139   | Потпуно                  | 0,3843   | 1,0515    | 4:07                      | 23° 12′ С; 16° 42′ И / 23.2° С; 16.7° И   | 184           | 114           | Потпуно: Бразил, Гана, Того, Бенин, Нигерија, Нигер, Либија, северозападни Египат, Турска, Грузија, југозападна Русија и Казахстан Делимично: Источна Јужна Америка, Северна Африка, Централна Африка, Европа, Блиски исток, Средња Азија, Јужна Азија                             |      | [ 8 ]        |
| 22. септембар 2006. | 11:41:16                      | 144   | Прстенасто               | -0,4062  | 0,9352    | 7:09                      | 20° 36′ Ј; 9° 06′ З / 20.6° Ј; 9.1° З     | 261           | 162           | Прстенасто: Гвајана, Суринам и Француска Гвајана Делимично: Јужна Америка, Западна Африка, Јужна Африка, Антарктичко полуострво, Источни Антарктик |      | [ 8 ]        |
| 19. март 2007.      | 02:32:57                      | 149   | Делимично                | 1,0728   | 0,8756    | —                         | 61° 00′ С; 55° 30′ И / 61.0° С; 55.5° И   | —             | —             | Делимично: Североисточна Европа, Азија, Аљаска |      | [ 8 ]        |
| 11. септембар 2007. | 12:32:24                      | 154   | Делимично                | -1,1255  | 0,7507    | —                         | 61° 00′ Ј; 90° 12′ З / 61.0° Ј; 90.2° З   | —             | —             | Делимично: Централна и јужна Јужна Америка, Антарктичко полуострво, Источни Антарктик |      | [ 8 ]        |
| 7. фебруар 2008.    | 03:56:10                      | 121   | Прстенасто               | -0,957   | 0,965     | 2:12                      | 67° 36′ Ј; 150° 30′ З / 67.6° Ј; 150.5° З | 444           | 276           | Прстенасто: Западни Антарктик Делимично: Антарктик, југоисточна Аустралија, Нови Зеланд, Океанија |      | [ 8 ]        |
| 1. август 2008.     | 10:22:12                      | 126   | Потпуно                  | 0,8307   | 1,0394    | 2:27                      | 65° 42′ С; 72° 18′ И / 65.7° С; 72.3° И   | 237           | 147           | Потпуно: Нунавут, северни Гренланд, централна Русија, западна Монголија, западна Кина Делимично: Северна Канада, Гренланд, Европа, Азија |      | [ 8 ]        |
| 26. јануар 2009.    | 07:59:45                      | 131   | Прстенасто               | -0,282   | 0,9282    | 7:54                      | 34° 06′ Ј; 70° 12′ И / 34.1° Ј; 70.2° И   | 280           | 174           | Прстенасто: Кокосова Острва, јужна Суматра, западна Јава, Борнео Делимично: Јужна Африка, Источни Антарктик, Југоисточна Азија, Филипини, Аустралија |      | [ 8 ]        |
| 22. јул 2009.       | 02:36:25                      | 136   | Потпуно                  | 0,0698   | 1,0799    | 6:39                      | 24° 12′ С; 144° 06′ И / 24.2° С; 144.1° И | 258           | 160           | Потпуно: Пакистан, Индија, Непал, Бутан, Бангладеш, Мјанмар, Кина, северна острва Рјукју Делимично: Југоисточна Азија, Источна Азија, северна Океанија, Хаваји |      | [ 8 ]        |
| 15. јануар 2010.    | 07:07:39                      | 141   | Прстенасто               | 0,4002   | 0,919     | 11:08                     | 1° 36′ С; 69° 18′ И / 1.6° С; 69.3° И     | 333           | 207           | Прстенасто: Централноафричка Република, Демократска Република Конго, Уганда, Малдиви, југоисточна Индија, Пакистан, Шри Ланка, Мјанмар, централна Кина Делимично: Африка, Југоисточна Европа, Блиски исток, Азија                                                                  |      | [ 8 ]        |
| 11. јул 2010.       | 19:34:38                      | 146   | Потпуно                  | -0,6788  | 1,058     | 5:20                      | 19° 42′ Ј; 121° 54′ З / 19.7° Ј; 121.9° З | 259           | 161           | Потпуно: Јужни Чиле и Аргентина, југоисточна Полинезија Делимично: Југозападна Јужна Америка, Француска Полинезија, Хаваји |      | [ 8 ]        |
| 4. јануар 2011.     | 08:51:42                      | 151   | Делимично                | 1,0627   | 0,8576    | —                         | 64° 42′ С; 20° 48′ И / 64.7° С; 20.8° И   | —             | —             | Делимично: Европа, Северна Африка, Средња Азија, Блиски исток |      | [ 9 ]        |
| 1. јун 2011.        | 21:17:18                      | 118   | Делимично                | 1,213    | 0,601     | —                         | 67° 48′ С; 46° 48′ И / 67.8° С; 46.8° И   | —             | —             | Делимично: Североисточна Азија, Аљаска, северна Канада, Гренланд, северна Скандинавија, Исланд |      | [ 9 ]        |
| 1. јул 2011.        | 08:39:30                      | 156   | Делимично                | -1,4917  | 0,0971    | —                         | 65° 12′ Ј; 28° 36′ И / 65.2° Ј; 28.6° И   | —             | —             | Делимично: Јужни Индијски океан близу Антарктика |      | [ 9 ]        |
| 25. новембар 2011.  | 06:21:24                      | 123   | Делимично                | -1,0536  | 0,9047    | —                         | 68° 36′ Ј; 82° 24′ З / 68.6° Ј; 82.4° З   | —             | —             | Делимично: Југозападна Јужноафричка Република, Антарктик, Тасманија, Нови Зеланд |      | [ 9 ]        |
| 20. мај 2012.       | 23:53:54                      | 128   | Прстенасто               | 0,4828   | 0,9439    | 5:46                      | 49° 06′ С; 176° 18′ И / 49.1° С; 176.3° И | 237           | 147           | Прстенасто: Јужна Кина, Хонгконг, Макао, Јапан, Орегон, Калифорнија, Невада, Јута, Аризона, Нови Мексико, Тексас Делимично: Источна Азија, Хаваји, западна Северна Америка |      | [ 9 ]        |
| 13. новембар 2012.  | 22:12:55                      | 133   | Потпуно                  | -0,3719  | 1,05      | 4:02                      | 40° 00′ Ј; 161° 18′ З / 40.0° Ј; 161.3° З | 179           | 111           | Потпуно: Северна Аустралија Делимично: Аустралија, Нови Зеланд, Океанија, Западни Антарктик, Антарктичко полуострво, јужна Јужна Америка |      | [ 9 ]        |
| 10. мај 2013.       | 00:26:20                      | 138   | Прстенасто               | -0,2694  | 0,9544    | 6:03                      | 2° 12′ С; 175° 30′ И / 2.2° С; 175.5° И   | 173           | 107           | Прстенасто: Западна Аустралија, Северна територија и Квинсленд, Аустралија, Архипелаг Луизијада, Соломонова Острва, Кирибати Делимично: Индонезија, Аустралија, Нови Зеланд, Океанија, Хаваји                                                                                      |      | [ 9 ]        |
| 3. новембар 2013.   | 12:47:36                      | 143   | Хибридно                 | 0,3272   | 1,0159    | 1:40                      | 3° 30′ С; 11° 42′ З / 3.5° С; 11.7° З     | 58            | 36            | Потпуно: Габон, Република Конго, Демократска Република Конго, Уганда, Кенија, Етиопија Делимично: Источна Северна Америка, Кариби, источна Јужна Америка, Јужна Европа, Африка, Блиски исток                                                                                       |      | [ 9 ]        |
| 29. април 2014.     | 06:04:33                      | 148   | Прстенасто (нецентрално) | -1,00001 | 0,9868    | —                         | 70° 36′ Ј; 131° 18′ И / 70.6° Ј; 131.3° И | —             | —             | Прстенасто: Западна Вилксова земља Делимично: Аустралија, Источни Антарктик |      | [ 9 ]        |
| 23. октобар 2014.   | 21:45:39                      | 153   | Делимично                | 1,0908   | 0,8114    | —                         | 71° 12′ С; 97° 12′ З / 71.2° С; 97.2° З   | —             | —             | Делимично: Источна Русија и Северна Америка |      | [ 9 ]        |
| 20. март 2015.      | 09:46:47                      | 120   | Потпуно                  | 0,9454   | 1,0445    | 2:47                      | 64° 24′ С; 6° 36′ З / 64.4° С; 6.6° З     | 463           | 288           | Потпуно: Фарска Острва, Свалбард, Северни пол Делимично: Гренланд, Европа, Северна Африка, Средња Азија, западна Русија |      | [ 9 ]        |
| 13. септембар 2015. | 06:55:19                      | 125   | Делимично                | -1,1004  | 0,7875    | —                         | 72° 06′ Ј; 2° 18′ З / 72.1° Ј; 2.3° З     | —             | —             | Делимично: Јужна Африка, Источни Антарктик |      | [ 9 ]        |
| 9. март 2016.       | 01:58:19                      | 130   | Потпуно                  | 0,2609   | 1,045     | 4:09                      | 10° 06′ С; 148° 48′ И / 10.1° С; 148.8° И | 155           | 96            | Потпуно: Индонезија, Микронезија, Маршалска Острва Делимично: Југоисточна Азија, Источна Азија, Аљаска, северозападна Аустралија, Хаваји |      | [ 9 ]        |
| 1. септембар 2016.  | 09:08:02                      | 135   | Прстенасто               | -0,333   | 0,9736    | 3:06                      | 10° 42′ Ј; 37° 48′ И / 10.7° Ј; 37.8° И   | 100           | 62            | Прстенасто: Габон, Република Конго, Демократска Република Конго, Танзанија, Мозамбик, Мадагаскар, Реинион Делимично: Африка, Антарктик |      | [ 9 ]        |
| 26. фебруар 2017.   | 14:54:33                      | 140   | Прстенасто               | -0,4578  | 0,9922    | 0:44                      | 34° 42′ Ј; 31° 12′ З / 34.7° Ј; 31.2° З   | 31            | 19            | Прстенасто: Јужни Чиле и Аргентина, Ангола, југозападна Катанга Делимично: Јужна Јужна Америка, јужна и западна Африка, Антарктик |      | [ 9 ]        |
| 21. август 2017.    | 18:26:40                      | 145   | Потпуно                  | 0,4367   | 1,0306    | 2:40                      | 37° 00′ С; 87° 42′ З / 37.0° С; 87.7° З   | 115           | 71            | Потпуно: Орегон, Ајдахо, Вајоминг, Небраска, Канзас, Мисури, Илиноис, Кентаки, Тенеси, Северна Каролина, Џорџија, Јужна Каролина, Вирџинија Делимично: Североисточна Азија, Хаваји, Северна Америка, Средња Америка, Кариби, северна Јужна Америка, Западна Европа, Западна Африка |      | [ 9 ] [ 10 ] |
| 15. фебруар 2018.   | 20:52:33                      | 150   | Делимично                | -1,2116  | 0,5991    | —                         | 71° 00′ Ј; 0° 36′ И / 71.0° Ј; 0.6° И     | —             | —             | Делимично: Антарктик, јужна Јужна Америка |      | [ 9 ]        |
| 13. јул 2018.       | 03:02:16                      | 117   | Делимично                | -1,3542  | 0,3365    | —                         | 67° 54′ Ј; 127° 24′ И / 67.9° Ј; 127.4° И | —             | —             | Делимично: Антарктик, јужна Аустралија, Тасманија, Острво Стјуарт |      | [ 9 ]        |
| 11. август 2018.    | 09:47:28                      | 155   | Делимично                | 1,1476   | 0,7368    | —                         | 70° 24′ С; 174° 30′ И / 70.4° С; 174.5° И | —             | —             | Делимично: Североисточна Канада, Гренланд, Северна Европа, северна Азија |      | [ 9 ]        |
| 6. јануар 2019.     | 01:42:38                      | 122   | Делимично                | 1,1417   | 0,7145    | —                         | 67° 24′ С; 153° 36′ И / 67.4° С; 153.6° И | —             | —             | Делимично: Североисточна Азија, југозападна Аљаска |      | [ 9 ]        |
| 2. јул 2019.        | 19:24:08                      | 127   | Потпуно                  | -0,6466  | 1,0459    | 4:33                      | 17° 24′ Ј; 109° 00′ З / 17.4° Ј; 109.0° З | 201           | 125           | Потпуно: Острва Питкерн, Архипелаг Туамоту, централни Чиле и Аргентина Делимично: Источна Океанија, Јужна Америка, јужна Средња Америка |      | [ 9 ]        |
| 26. децембар 2019.  | 05:18:53                      | 132   | Прстенасто               | 0,4135   | 0,9701    | 3:40                      | 1° 00′ С; 102° 18′ И / 1.0° С; 102.3° И   | 118           | 73            | Прстенасто: Саудијска Арабија, Катар, Уједињени Арапски Емирати, Оман, јужна Индија, Шри Ланка, Малезија, Индонезија, Сингапур, Северна Маријанска Острва, Гвам Делимично: Источна Африка, Азија, северна Аустралија                                                               |      | [ 9 ]        |
| 21. јун 2020.       | 06:41:15                      | 137   | Прстенасто               | 0,1209   | 0,994     | 0:38                      | 30° 30′ С; 79° 42′ И / 30.5° С; 79.7° И   | 21            | 13            | Прстенасто: Демократска Република Конго, Јужни Судан, Етиопија, Еритреја, Јемен, Саудијска Арабија, Оман, Пакистан, северна Индија, Тибет, јужна Кина, Тајван Делимично: Африка, Југоисточна Европа, Азија, северна Аустралија                                                     |      | [ 9 ]        |
| 14. децембар 2020.  | 16:14:39                      | 142   | Потпуно                  | -0,2939  | 1,0254    | 2:10                      | 40° 18′ Ј; 67° 54′ З / 40.3° Ј; 67.9° З   | 90            | 56            | Потпуно: Јужни Чиле и Аргентина Делимично: Централна и јужна Јужна Америка, Јужна Африка, Антарктик |      | [ 9 ]        |
| 10. јун 2021.       | 10:43:07                      | 147   | Прстенасто               | 0,9152   | 0,9435    | 3:51                      | 80° 48′ С; 66° 48′ З / 80.8° С; 66.8° З   | 527           | 327           | Прстенасто: Онтарио, Нунавут, Гренланд, Северни пол, Руски далеки исток Делимично: Северна Северна Америка, Европа, Северна Азија |      | [ 11 ]       |
| 4. децембар 2021.   | 07:34:38                      | 152   | Потпуно                  | -0,9526  | 1,0367    | 1:54                      | 76° 48′ Ј; 46° 12′ З / 76.8° Ј; 46.2° З   | 419           | 260           | Потпуно: Антарктик Делимично: Јужна Африка, Антарктик, Тасманија |      | [ 11 ]       |
| 30. април 2022.     | 20:42:36                      | 119   | Делимично                | -1,1901  | 0,6396    | —                         | 62° 06′ Ј; 71° 30′ З / 62.1° Ј; 71.5° З   | —             | —             | Делимично: Јужна и централна Јужна Америка, Антарктик |      | [ 11 ]       |
| 25. октобар 2022.   | 11:01:20                      | 124   | Делимично                | 1,0701   | 0,8623    | —                         | 61° 36′ С; 77° 24′ И / 61.6° С; 77.4° И   | —             | —             | Делимично: Европа, Средња Азија, Западна Азија, Јужна Азија, Североисточна Африка |      | [ 11 ]       |
| 20. април 2023.     | 04:17:56                      | 129   | Хибридно                 | -0,3952  | 1,0132    | 1:16                      | 9° 36′ Ј; 125° 48′ И / 9.6° Ј; 125.8° И   | 49            | 30            | Потпуно: Западна Аустралија, Источни Тимор, Индонезија Делимично: Антарктик, Аустралија, Океанија, Југоисточна Азија |      | [ 11 ]       |
| 14. октобар 2023.   | 18:00:41                      | 134   | Прстенасто               | 0,3753   | 0,952     | 5:17                      | 11° 24′ С; 83° 06′ З / 11.4° С; 83.1° З   | 187           | 116           | Прстенасто: Орегон, Калифорнија, Невада, Ајдахо, Јута, Аризона, Колорадо, Нови Мексико, Тексас, Полуострво Јукатан, Белизе, Хондурас, Никарагва, Костарика, Панама, Колумбија, Бразил Делимично: Северна Америка, Средња Америка, Кариби, Јужна Америка                            |      | [ 11 ]       |
| 8. април 2024.      | 18:18:29                      | 139   | Потпуно                  | 0,3431   | 1,0566    | 4:28                      | 25° 18′ С; 104° 06′ З / 25.3° С; 104.1° З | 198           | 123           | Потпуно: Мексико, Тексас, Оклахома, Арканзас, Мисури, Илиноис, Индијана, Охајо, Пенсилванија, Њујорк, Вермонт, Њу Хемпшир, Мејн, источна Канада Делимично: Источна Океанија, Хаваји, Северна Америка, Средња Америка, Кариби, Исланд, Британска острва                             |      | [ 11 ]       |
| 2. октобар 2024.    | 18:46:13                      | 144   | Прстенасто               | -0,3509  | 0,9326    | 7:25                      | 22° 00′ Ј; 114° 30′ З / 22.0° Ј; 114.5° З | 266           | 165           | Прстенасто: Ускршње острво, јужни Чиле, јужна Аргентина Делимично: Хаваји, источна Океанија, јужна и централна Јужна Америка, Антарктик |      | [ 11 ]       |
| 29. март 2025.      | 10:48:36                      | 149   | Делимично                | 1,0405   | 0,9376    | —                         | 61° 06′ С; 77° 06′ З / 61.1° С; 77.1° З   | —             | —             | Делимично: Североисточне САД, источна Канада, Гренланд, Европа, Северозападна Африка, северна Русија |      | [ 11 ]       |
| 21. септембар 2025. | 19:43:04                      | 154   | Делимично                | -1,0651  | 0,855     | —                         | 60° 54′ Ј; 153° 30′ И / 60.9° Ј; 153.5° И | —             | —             | Делимично: Океанија, Нови Зеланд, Антарктик |      | [ 11 ]       |
| 17. фебруар 2026.   | 12:13:06                      | 121   | Прстенасто               | -0,9743  | 0,963     | 2:20                      | 64° 42′ Ј; 86° 48′ И / 64.7° Ј; 86.8° И   | 616           | 383           | Прстенасто: Антарктик Делимично: Јужна Аргентина и Чиле, Јужна Африка, Антарктик |      | [ 11 ]       |
| 12. август 2026.    | 17:47:06                      | 126   | Потпуно                  | 0,8977   | 1,0386    | 2:18                      | 65° 12′ С; 25° 12′ З / 65.2° С; 25.2° З   | 294           | 183           | Потпуно: Гренланд, Исланд, Шпанија, североисточна Португалија Делимично: Северна Северна Америка, Европа, Западна Африка |      | [ 11 ]       |
| 6. фебруар 2027.    | 16:00:48                      | 131   | Прстенасто               | -0,2952  | 0,9281    | 7:51                      | 31° 18′ Ј; 48° 30′ З / 31.3° Ј; 48.5° З   | 282           | 175           | Прстенасто: Чиле, Аргентина, Атлантик Делимично: Јужна Америка, Антарктик, Западна и Јужна Африка |      | [ 11 ]       |
| 2. август 2027.     | 10:07:50                      | 136   | Потпуно                  | 0,1421   | 1,079     | 6:23                      | 25° 30′ С; 33° 12′ И / 25.5° С; 33.2° И   | 258           | 160           | Потпуно: Мароко, Шпанија, Алжир, Тунис, Либија, Египат, Саудијска Арабија, Јемен, Сомалија Делимично: Африка, Европа, Блиски исток, Јужна Азија, Југоисточна Азија |      | [ 11 ]       |
| 26. јануар 2028.    | 15:08:59                      | 141   | Прстенасто               | 0,3901   | 0,9208    | 10:27                     | 3° 00′ С; 51° 30′ З / 3.0° С; 51.5° З     | 323           | 201           | Прстенасто: Еквадор, Перу, Колумбија, Бразил, Француска Гвајана, Португалија, Шпанија Делимично: Централна и северна Јужна Америка, Средња Америка, Кариби, источна Северна Америка, Западна Европа, Западна Африка                                                                |      | [ 11 ]       |
| 22. јул 2028.       | 02:56:40                      | 146   | Потпуно                  | -0,6056  | 1,056     | 5:10                      | 15° 36′ Ј; 126° 42′ И / 15.6° Ј; 126.7° И | 230           | 143           | Потпуно: Аустралија, Нови Зеланд Делимично: Југоисточна Азија, Аустралија, Океанија |      | [ 11 ]       |
| 14. јануар 2029.    | 17:13:48                      | 151   | Делимично                | 1,0553   | 0,8714    | —                         | 63° 42′ С; 114° 12′ З / 63.7° С; 114.2° З | —             | —             | Делимично: Северна Америка, Средња Америка |      | [ 11 ]       |
| 12. јун 2029.       | 04:06:13                      | 118   | Делимично                | 1,2943   | 0,4576    | —                         | 66° 48′ С; 66° 12′ З / 66.8° С; 66.2° З   | —             | —             | Делимично: Северна и Средња Европа, северна Русија, Гренланд, Аљаска, северозападна Канада |      | [ 11 ]       |
| 11. јул 2029.       | 15:37:19                      | 156   | Делимично                | -1,4191  | 0,2303    | —                         | 64° 18′ Ј; 85° 36′ З / 64.3° Ј; 85.6° З   | —             | —             | Делимично: Јужни Чиле и Аргентина |      | [ 11 ]       |
| 5. децембар 2029.   | 15:03:58                      | 123   | Делимично                | -1,0609  | 0,8911    | —                         | 67° 30′ Ј; 135° 42′ И / 67.5° Ј; 135.7° И | —             | —             | Делимично: Крајњи југ Аргентине и Чилеа, Антарктик |      | [ 11 ]       |
| 1. јун 2030.        | 06:29:13                      | 128   | Прстенасто               | 0,5626   | 0,9443    | 5:21                      | 56° 30′ С; 80° 06′ И / 56.5° С; 80.1° И   | 250           | 155           | Прстенасто: Алжир, Тунис, Либија, Малта, Грчка, Турска, Бугарска, Украјина, Русија, Казахстан, Кина, Јапан Делимично: Северна Африка, Европа, Азија, Аљаска, северна Канада |      | [ 11 ]       |
| 25. новембар 2030.  | 06:51:37                      | 133   | Потпуно                  | -0,3867  | 1,0468    | 3:44                      | 43° 36′ Ј; 71° 12′ И / 43.6° Ј; 71.2° И   | 169           | 105           | Потпуно: Намибија, Боцвана, Јужноафричка Република, Лесото, Аустралија Делимично: Централна Африка, Јужна Африка, Антарктик, Аустралија, Индонезија |      | [ 11 ]       |
| 21. мај 2031.       | 07:16:04                      | 138   | Прстенасто               | -0,197   | 0,9589    | 5:26                      | 8° 54′ С; 71° 42′ И / 8.9° С; 71.7° И     | 152           | 94            | Прстенасто: Ангола, Замбија, Демократска Република Конго, Танзанија, Индија, Шри Ланка, Андаманска и Никобарска острва, Тајланд, Малезија, Индонезија Делимично: Африка, Блиски исток, Јужна Азија, Југоисточна Азија, Аустралија                                                  |      | [ 12 ]       |
| 14. новембар 2031.  | 21:07:31                      | 143   | Хибридно                 | 0,3078   | 1,0106    | 1:08                      | 0° 36′ Ј; 137° 36′ З / 0.6° Ј; 137.6° З   | 38            | 24            | Прстенасто: Панама Делимично: Океанија, Хаваји, јужна Северна Америка, Средња Америка, Кариби, северозападна Јужна Америка |      | [ 12 ]       |
| 9. мај 2032.        | 13:26:42                      | 148   | Прстенасто               | -0,9375  | 0,9957    | 0:22                      | 51° 18′ Ј; 7° 06′ З / 51.3° Ј; 7.1° З     | 44            | 27            | Прстенасто: Нигде Делимично: Јужна Јужна Америка, Јужна Африка |      | [ 12 ]       |
| 3. новембар 2032.   | 05:34:13                      | 153   | Делимично                | 1,0643   | 0,8554    | —                         | 70° 24′ С; 132° 36′ И / 70.4° С; 132.6° И | —             | —             | Делимично: Азија, Источна Европа |      | [ 12 ]       |
| 30. март 2033.      | 18:02:36                      | 120   | Потпуно                  | 0,9778   | 1,0462    | 2:37                      | 71° 18′ С; 155° 48′ З / 71.3° С; 155.8° З | 781           | 485           | Потпуно: Руски далеки исток, Аљаска Делимично: Источна Русија, Хаваји, Северна Америка, Гренланд, Исланд |      | [ 12 ]       |
| 23. септембар 2033. | 13:54:31                      | 125   | Делимично                | -1,1583  | 0,689     | —                         | 72° 12′ Ј; 121° 12′ З / 72.2° Ј; 121.2° З | —             | —             | Делимично: Јужна Јужна Америка, Антарктик |      | [ 12 ]       |

| Датум               | Време највећег помрачења (ТТ) | Сарос | Тип                      | Гама    | Магнитуда | Централно трајање (мин:с) | Локација                                  | Ширина путање | Ширина путање | Географско подручје | Мапа | Реф.   |
| Датум               | Време највећег помрачења (ТТ) | Сарос | Тип                      | Гама    | Магнитуда | Централно трајање (мин:с) | Локација                                  | км            | миље          | Географско подручје | Мапа | Реф.   |
| ------------------- | ----------------------------- | ----- | ------------------------ | ------- | --------- | ------------------------- | ----------------------------------------- | ------------- | ------------- | --- | ---- | ------ |
| 20. март 2034.      | 10:18:45                      | 130   | Потпуно                  | 0,2894  | 1,0458    | 4:09                      | 16° 06′ С; 22° 12′ И / 16.1° С; 22.2° И   | 159           | 99            | Потпуно: Нигерија, Камерун, Чад, Судан, Египат, Саудијска Арабија, Кувајт, Иран, Авганистан, Пакистан, Индија, Кина Делимично: Источни Бразил, Африка, Европа, Блиски исток, Средња Азија, Јужна Азија |      | [ 12 ] |
| 12. септембар 2034. | 16:19:28                      | 135   | Прстенасто               | -0,3936 | 0,9736    | 2:58                      | 18° 12′ Ј; 72° 36′ З / 18.2° Ј; 72.6° З   | 102           | 63            | Прстенасто: Чиле, Боливија, Аргентина, Парагвај, Бразил Делимично: Средња Америка, Кариби, Јужна Америка, Антарктик |      | [ 12 ] |
| 9. март 2035.       | 23:05:54                      | 140   | Прстенасто               | -0,4368 | 0,9919    | 0:48                      | 29° 00′ Ј; 154° 54′ З / 29.0° Ј; 154.9° З | 31            | 19            | Прстенасто: Нови Зеланд Делимично: Аустралија, Океанија, Антарктик, централни Мексико |      | [ 12 ] |
| 2. септембар 2035.  | 01:56:46                      | 145   | Потпуно                  | 0,3727  | 1,032     | 2:54                      | 29° 06′ С; 158° 00′ И / 29.1° С; 158.0° И | 116           | 72            | Потпуно: Северна Кина, Северна Кореја, Јапан Делимично: Азија, Северна Океанија, Хаваји, Аљаска, западне Сједињене Америчке Државе |      | [ 12 ] |
| 27. фебруар 2036.   | 04:46:49                      | 150   | Делимично                | -1,1942 | 0,6286    | —                         | 71° 36′ Ј; 131° 24′ З / 71.6° Ј; 131.4° З | —             | —             | Делимично: Антарктик, југоисточна Аустралија, Нови Зеланд |      | [ 12 ] |
| 23. јул 2036.       | 10:32:06                      | 117   | Делимично                | -1,425  | 0,1991    | —                         | 68° 54′ Ј; 3° 36′ И / 68.9° Ј; 3.6° И     | —             | —             | Делимично: Северни Источни Антарктик |      | [ 12 ] |
| 21. август 2036.    | 17:25:45                      | 155   | Делимично                | 1,0825  | 0,8622    | —                         | 71° 06′ С; 47° 00′ И / 71.1° С; 47.0° И   | —             | —             | Делимично: Руски далеки исток, Аљаска, Канада, Гренланд, Западна Европа, Северозападна Африка |      | [ 12 ] |
| 16. јануар 2037.    | 09:48:55                      | 122   | Делимично                | 1,1477  | 0,7049    | —                         | 68° 30′ С; 20° 48′ И / 68.5° С; 20.8° И   | —             | —             | Делимично: Европа, Северна Африка, Блиски исток, Средња Азија |      | [ 12 ] |
| 13. јул 2037.       | 02:40:36                      | 127   | Потпуно                  | -0,7246 | 1,0413    | 3:58                      | 24° 48′ Ј; 139° 06′ И / 24.8° Ј; 139.1° И | 201           | 125           | Потпуно: Аустралија и Нови Зеланд Делимично: Индонезија, Аустралија, Океанија |      | [ 12 ] |
| 5. јануар 2038.     | 13:47:11                      | 132   | Прстенасто               | 0,4169  | 0,9728    | 3:18                      | 2° 06′ С; 25° 24′ З / 2.1° С; 25.4° З     | 107           | 66            | Прстенасто: Куба, Хаити, Доминиканска Република, Света Луција, Свети Винсент и Гренадини, Барбадос, Либерија, Обала Слоноваче, Гана, Того, Бенин, Нигерија, Нигер, Чад, Либија, Судан, Египат Делимично: Источна Северна Америка, Средња Америка, Кариби, Северна Јужна Америка, Европа, Африка |      | [ 12 ] |
| 2. јул 2038.        | 13:32:55                      | 137   | Прстенасто               | 0,0398  | 0,9911    | 1:00                      | 25° 24′ С; 21° 54′ З / 25.4° С; 21.9° З   | 31            | 19            | Прстенасто: Колумбија, Венецуела, Гренада, Барбадос, Западна Сахара, Мауританија, Мали, Алжир, Нигер, Чад, Судан, Јужни Судан, Етиопија, Кенија, Сомалија Делимично: Источна Северна Америка, Средња Америка, Кариби, Северна Јужна Америка, Африка, Западна Европа, Блиски исток |      | [ 12 ] |
| 26. децембар 2038.  | 01:00:10                      | 142   | Потпуно                  | -0,2881 | 1,0268    | 2:18                      | 40° 18′ Ј; 164° 00′ И / 40.3° Ј; 164.0° И | 95            | 59            | Потпуно: Аустралија, Нови Зеланд Делимично: Југоисточна Азија, Аустралија, Антарктик, Океанија |      | [ 12 ] |
| 21. јун 2039.       | 17:12:54                      | 147   | Прстенасто               | 0,8312  | 0,9454    | 4:05                      | 78° 54′ С; 102° 06′ З / 78.9° С; 102.1° З | 365           | 227           | Прстенасто: Аљаска, северна Канада, Гренланд, Норвешка, Шведска, Финска, Естонија, Летонија, Литванија, западна Русија, Белорусија Делимично: Хаваји, Северна Америка, Европа, Северозападна Африка, северна Русија |      | [ 12 ] |
| 15. децембар 2039.  | 16:23:46                      | 152   | Потпуно                  | -0,9458 | 1,0356    | 1:51                      | 80° 54′ Ј; 172° 48′ И / 80.9° Ј; 172.8° И | 380           | 236           | Потпуно: Антарктик Делимично: Крајњи југ Јужне Америке, југ Јужне Африке, Антарктик |      | [ 12 ] |
| 11. мај 2040.       | 03:43:02                      | 119   | Делимично                | -1,2529 | 0,5306    | —                         | 62° 48′ Ј; 174° 24′ И / 62.8° Ј; 174.4° И | —             | —             | Делимично: Аустралија, Нови Зеланд, Океанија, Антарктик |      | [ 12 ] |
| 4. новембар 2040.   | 19:09:02                      | 124   | Делимично                | 1,0993  | 0,8074    | —                         | 62° 12′ С; 53° 24′ З / 62.2° С; 53.4° З   | —             | —             | Делимично: Северна Америка, Средња Америка, Кариби, северна Јужна Америка |      | [ 12 ] |
| 30. април 2041.     | 11:52:21                      | 129   | Потпуно                  | -0,4492 | 1,0189    | 1:51                      | 9° 36′ Ј; 12° 12′ И / 9.6° Ј; 12.2° И     | 72            | 45            | Потпуно: Ангола, Демократска Република Конго, Уганда, Кенија, Сомалија Делимично: Источна Јужна Америка, Африка, Антарктик, Блиски исток, Јужна Азија |      | [ 13 ] |
| 25. октобар 2041.   | 01:36:22                      | 134   | Прстенасто               | 0,4133  | 0,9467    | 6:07                      | 9° 54′ С; 162° 54′ И / 9.9° С; 162.9° И   | 213           | 132           | Прстенасто: Монголија, североисточна Кина, Северна Кореја, Јапан, Маршалска Острва, Кирибати Делимично: Источна Азија, Југоисточна Азија, североисточна Аустралија, Океанија, Хаваји |      | [ 13 ] |
| 20. април 2042.     | 02:17:30                      | 139   | Потпуно                  | 0,2956  | 1,0614    | 4:51                      | 27° 00′ С; 137° 18′ И / 27.0° С; 137.3° И | 210           | 130           | Потпуно: Западна Индонезија, источна Малезија, Брунеј, Филипини Делимично: Јужна Азија, Југоисточна Азија, северна Аустралија, Источна Азија, Североисточна Азија, Хаваји, северозападна Северна Америка |      | [ 13 ] |
| 14. октобар 2042.   | 02:00:42                      | 144   | Прстенасто               | -0,303  | 0,93      | 7:44                      | 23° 42′ Ј; 137° 48′ И / 23.7° Ј; 137.8° И | 273           | 170           | Прстенасто: Андаманска и Никобарска острва, Тајланд, Малезија, Индонезија, Источни Тимор, Аустралија, Нови Зеланд Делимично: Југоисточна Азија, Аустралија, Океанија, Антарктик |      | [ 13 ] |
| 9. април 2043.      | 18:57:49                      | 149   | Потпуно (нецентрално)    | 1,0031  | 1,0095    | —                         | 61° 18′ С; 152° 00′ И / 61.3° С; 152.0° И | —             | —             | Потпуно: Руски далеки исток Делимично: Источна Русија, Аљаска, Хаваји, Канада, северозападне Сједињене Америчке Државе, Гренланд, Исланд |      | [ 13 ] |
| 3. октобар 2043.    | 03:01:49                      | 154   | Прстенасто (нецентрално) | 1,0102  | 0,9497    | —                         | 61° 00′ Ј; 35° 18′ И / 61.0° Ј; 35.3° И   | —             | —             | Прстенасто: Нигде Делимично: Мадагаскар, Антарктик, југозападна Аустралија |      | [ 13 ] |
| 28. фебруар 2044.   | 20:24:40                      | 121   | Прстенасто               | −0,9954 | 0,96      | 2:27                      | 62° 12′ Ј; 25° 36′ З / 62.2° Ј; 25.6° З   | —             | —             | Прстенасто: Нигде Делимично: Антарктик, Јужна Америка |      | [ 13 ] |
| 23. август 2044.    | 01:17:02                      | 126   | Потпуно                  | 0,9613  | 1,0364    | 2:04                      | 64° 18′ С; 120° 24′ З / 64.3° С; 120.4° З | 453           | 281           | Потпуно: Гренланд, Нунавут, Северозападне територије, Британска Колумбија, Алберта, Саскачеван, Монтана, Северна Дакота, Јужна Дакота Делимично: Северна Русија, Аљаска, западна Канада, западне Сједињене Америчке Државе, Хаваји |      | [ 13 ] |
| 16. фебруар 2045.   | 23:56:07                      | 131   | Прстенасто               | −0,3125 | 0,9285    | 7:47                      | 28° 18′ Ј; 166° 12′ З / 28.3° Ј; 166.2° З | 281           | 175           | Прстенасто: Нови Зеланд, Кукова Острва, Француска Полинезија, Кирибати Делимично: Аустралија, Антарктик, Океанија, Хаваји, југозападна Северна Америка |      | [ 13 ] |
| 12. август 2045.    | 17:42:39                      | 136   | Потпуно                  | 0,2116  | 1,0774    | 6:06                      | 25° 54′ С; 78° 30′ З / 25.9° С; 78.5° З   | 256           | 159           | Потпуно: Калифорнија, Невада, Јута, Колорадо, Канзас, Оклахома, Тексас, Арканзас, Луизијана, Мисисипи, Алабама, Џорџија, Флорида, Бахами, Острва Теркс и Кејкос, Доминиканска Република, Хаити, Венецуела, Тринидад и Тобаго, Гвајана, Суринам, Француска Гвајана, Бразил Делимично: Руски далеки исток, Хаваји, Северна Америка, Средња Америка, Кариби, северна и централна Јужна Америка, Западна Африка         |      | [ 13 ] |
| 5. фебруар 2046.    | 23:06:26                      | 141   | Прстенасто               | 0,3765  | 0,9232    | 9:42                      | 4° 48′ С; 171° 24′ З / 4.8° С; 171.4° З   | 310           | 193           | Прстенасто: Источна Индонезија, Папуа Нова Гвинеја, Соломонова Острва, Кирибати, Хаваји, Калифорнија, Орегон, Невада, Ајдахо Делимично: Индонезија, Филипини, Јапан, Аустралија, Океанија, западна Северна Америка |      | [ 13 ] |
| 2. август 2046.     | 10:21:13                      | 146   | Потпуно                  | −0,535  | 1,0531    | 4:51                      | 12° 42′ Ј; 15° 12′ И / 12.7° Ј; 15.2° И   | 206           | 128           | Потпуно: Источни Бразил, Ангола, Намибијска превлака, Боцвана, Јужноафричка Република, Есватини, јужни Мозамбик, Кергелен Делимично: Источна Јужна Америка, Африка, Источни Антарктик |      | [ 13 ] |
| 26. јануар 2047.    | 01:33:18                      | 151   | Делимично                | 1,045   | 0,8907    | —                         | 62° 54′ С; 111° 42′ И / 62.9° С; 111.7° И | —             | —             | Делимично: Источна Азија, Југоисточна Азија, југозападна Аљаска |      | [ 13 ] |
| 23. јун 2047.       | 10:52:31                      | 118   | Делимично                | 1,3766  | 0,3129    | —                         | 65° 48′ С; 178° 00′ З / 65.8° С; 178.0° З | —             | —             | Делимично: Северна Канада, Северна Аљаска, Северни Гренланд, Североисточна Азија |      | [ 13 ] |
| 22. јул 2047.       | 22:36:17                      | 156   | Делимично                | −1,3477 | 0,3604    | —                         | 63° 24′ Ј; 160° 12′ И / 63.4° Ј; 160.2° И | —             | —             | Делимично: Југоисточна Аустралија, Нови Зеланд |      | [ 13 ] |
| 16. децембар 2047.  | 23:50:12                      | 123   | Делимично                | −1,0661 | 0,8816    | —                         | 66° 24′ Ј; 6° 36′ З / 66.4° Ј; 6.6° З     | —             | —             | Делимично: Антарктик, јужни Чиле и Аргентина |      | [ 13 ] |
| 11. јун 2048.       | 12:58:53                      | 128   | Прстенасто               | 0,6468  | 0,9441    | 4:58                      | 63° 42′ С; 11° 30′ З / 63.7° С; 11.5° З   | 272           | 169           | Прстенасто: Колорадо, Канзас, Небраска, Мисури, Ајова, Минесота, Илиноис, Висконсин, Мичиген, источна Канада, Гренланд, Исланд, Фарска Острва, Норвешка, Шведска, Естонија, Летонија, Литванија, Белорусија, западна Русија, Украјина, Казахстан, Узбекистан, Туркменистан, Таџикистан, Авганистан, Пакистан Делимично: Северна Америка, Средња Америка, Кариби, Европа, Северна Африка, Блиски исток, Средња Азија |      | [ 13 ] |
| 5. децембар 2048.   | 15:35:27                      | 133   | Потпуно                  | −0,3973 | 1,044     | 3:28                      | 46° 06′ Ј; 56° 24′ З / 46.1° Ј; 56.4° З   | 160           | 99            | Потпуно: Чиле, Аргентина, Намибија, Боцвана Делимично: Јужна и централна Јужна Америка, Антарктик, Јужна Африка |      | [ 13 ] |
| 31. мај 2049.       | 13:59:59                      | 138   | Прстенасто               | −0,1187 | 0,9631    | 4:45                      | 15° 18′ С; 29° 54′ З / 15.3° С; 29.9° З   | 134           | 83            | Прстенасто: Перу, Еквадор, Колумбија, Бразил, Венецуела, Гвајана, Суринам, Зеленортска Острва, Сенегал, Гамбија, Мали, Гвинеја, Буркина Фасо, Обала Слоноваче, Гана, Того, Бенин, Нигерија, Камерун, Конго, Демократска Република Конго, Бурунди, Танзанија Делимично: Средња Америка, Кариби, северна и централна Јужна Америка, југоисточне Сједињене Америчке Државе, Африка, Јужна Европа, Блиски исток         |      | [ 13 ] |
| 25. новембар 2049.  | 05:33:48                      | 143   | Хибридно                 | 0,2943  | 1,0057    | 0:38                      | 3° 48′ Ј; 95° 12′ И / 3.8° Ј; 95.2° И     | 21            | 13            | Потпуно: Индонезија Прстенасто: Саудијска Арабија, Јемен, Микронезија Делимично: Источна Африка, Блиски исток, Средња Азија, Јужна Азија, Југоисточна Азија, Аустралија |      | [ 13 ] |
| 20. мај 2050.       | 20:42:50                      | 148   | Хибридно                 | −0,8688 | 1,0038    | 0:21                      | 40° 06′ Ј; 123° 42′ З / 40.1° Ј; 123.7° З | 27            | 17            | Хибридно: Нигде Делимично: Нови Зеланд, источна Океанија, западна Јужна Америка |      | [ 13 ] |
| 14. новембар 2050.  | 13:30:53                      | 153   | Делимично                | 1,0447  | 0,8874    | —                         | 69° 30′ С; 1° 00′ И / 69.5° С; 1.0° И     | —             | —             | Делимично: Североисточне Сједињене Америчке Државе, источна Канада, Гренланд, Европа, Западна Африка, Северна Африка |      | [ 13 ] |
| 11. април 2051.     | 02:10:39                      | 120   | Делимично                | 1,0169  | 0,9849    | —                         | 71° 36′ С; 32° 12′ И / 71.6° С; 32.2° И   | —             | —             | Делимично: Азија, Аљаска, западна Канада |      | [ 14 ] |
| 4. октобар 2051.    | 21:02:14                      | 125   | Делимично                | −1,2094 | 0,6024    | —                         | 72° 00′ Ј; 117° 42′ И / 72.0° Ј; 117.7° И | —             | —             | Делимично: Југоисточна Аустралија, Нови Зеланд, Антарктик |      | [ 14 ] |
| 30. март 2052.      | 18:31:53                      | 130   | Потпуно                  | 0,3238  | 1,0466    | 4:08                      | 22° 24′ С; 102° 30′ З / 22.4° С; 102.5° З | 164           | 102           | Потпуно: Централни Мексико, јужни Тексас, Луизијана, Алабама, Флорида, Џорџија, Јужна Каролина Делимично: Хаваји, Северна Америка, Средња Америка, Кариби, северна Јужна Америка |      | [ 14 ] |
| 22. септембар 2052. | 23:39:10                      | 135   | Прстенасто               | −0,448  | 0,9734    | 2:51                      | 25° 42′ Ј; 175° 00′ И / 25.7° Ј; 175.0° И | 106           | 66            | Прстенасто: Јужна Индонезија, Источни Тимор, северни Квинсленд, Нова Каледонија Делимично: Аустралија, Индонезија, Филипини, Океанија, Антарктик |      | [ 14 ] |
| 20. март 2053.      | 07:08:19                      | 140   | Прстенасто               | −0,4089 | 0,9919    | 0:50                      | 23° 00′ Ј; 83° 00′ И / 23.0° Ј; 83.0° И   | 31            | 19            | Прстенасто: Јужна Индонезија Делимично: Јужна Африка, Југоисточна Азија, Аустралија, Антарктик |      | [ 14 ] |
| 12. септембар 2053. | 09:34:09                      | 145   | Потпуно                  | 0,314   | 1,0328    | 3:04                      | 21° 30′ С; 41° 42′ И / 21.5° С; 41.7° И   | 116           | 72            | Потпуно: Шпанија, Мароко, Алжир, Тунис, Либија, Египат, Саудијска Арабија, Јемен, Малдиви, западна Индонезија Делимично: Северна и Централна Африка, Европа, Блиски исток, Средња Азија, Јужна Азија, Југоисточна Азија |      | [ 14 ] |
| 9. март 2054.       | 12:33:40                      | 150   | Делимично                | −1,1711 | 0,6678    | —                         | 72° 00′ Ј; 97° 54′ И / 72.0° Ј; 97.9° И   | —             | —             | Делимично: Антарктик, Јужна Африка, јужни Мадагаскар |      | [ 14 ] |
| 3. август 2054.     | 18:04:02                      | 117   | Делимично                | −1,4941 | 0,0655    | —                         | 69° 48′ Ј; 121° 18′ З / 69.8° Ј; 121.3° З | —             | —             | Делимично: Антарктик |      | [ 14 ] |
| 2. септембар 2054.  | 01:09:34                      | 155   | Делимично                | 1,0215  | 0,9793    | —                         | 71° 42′ С; 82° 18′ З / 71.7° С; 82.3° З   | —             | —             | Делимично: Североисточна Азија, Аљаска, западна Канада, западне Сједињене Америчке Државе |      | [ 14 ] |
| 27. јануар 2055.    | 17:54:05                      | 122   | Делимично                | 1,155   | 0,6932    | —                         | 69° 30′ С; 112° 12′ З / 69.5° С; 112.2° З | —             | —             | Делимично: Северна Америка |      | [ 14 ] |
| 24. јул 2055.       | 09:57:50                      | 127   | Потпуно                  | −0,8012 | 1,0359    | 3:17                      | 33° 18′ Ј; 25° 48′ И / 33.3° Ј; 25.8° И   | 202           | 126           | Потпуно: Јужноафричка Република Делимично: Јужна и Централна Африка |      | [ 14 ] |
| 16. јануар 2056.    | 22:16:45                      | 132   | Прстенасто               | 0,4199  | 0,9759    | 2:52                      | 3° 54′ С; 153° 30′ З / 3.9° С; 153.5° З   | 95            | 59            | Прстенасто: Маршалска Острва, северни Мексико, Тексас Делимично: Океанија, Хаваји, западна и централна Северна Америка, Средња Америка |      | [ 14 ] |
| 12. јул 2056.       | 20:21:59                      | 137   | Прстенасто               | −0,0426 | 0,9878    | 1:26                      | 19° 24′ С; 123° 42′ З / 19.4° С; 123.7° З | 43            | 27            | Прстенасто: Кирибати, Еквадор, Колумбија, северни Перу, западни Бразил Делимично: Океанија, Хаваји, Сједињене Америчке Државе, Мексико, Средња Америка, Кариби, западна Јужна Америка |      | [ 14 ] |
| 5. јануар 2057.     | 09:47:52                      | 142   | Потпуно                  | −0,2837 | 1,0287    | 2:29                      | 39° 12′ Ј; 35° 12′ И / 39.2° Ј; 35.2° И   | 102           | 63            | Потпуно: Нигде Делимично: Источна Јужна Америка, Јужна Африка, Антарктик, Југоисточна Азија, западна Аустралија |      | [ 14 ] |
| 1. јул 2057.        | 23:40:15                      | 147   | Прстенасто               | 0,7455  | 0,9464    | 4:23                      | 71° 30′ С; 176° 12′ З / 71.5° С; 176.2° З | 298           | 185           | Прстенасто: Северозападна Кина, Монголија, источна Русија, Аљаска, западна и централна Канада, Минесота, Мичиген, западни Њујорк Делимично: Источна Азија, Североисточна Азија, Северна Европа, Северна Америка |      | [ 14 ] |
| 26. децембар 2057.  | 01:14:35                      | 152   | Потпуно                  | −0,9405 | 1,0348    | 1:50                      | 84° 54′ Ј; 21° 48′ И / 84.9° Ј; 21.8° И   | 355           | 221           | Потпуно: Антарктик Делимично: Антарктик |      | [ 14 ] |
| 22. мај 2058.       | 10:39:25                      | 119   | Делимично                | −1,3194 | 0,4141    | —                         | 63° 30′ Ј; 61° 06′ И / 63.5° Ј; 61.1° И   | —             | —             | Делимично: Антарктик, јужна Јужна Африка, јужни Мадагаскар |      | [ 14 ] |
| 21. јун 2058.       | 00:19:35                      | 157   | Делимично                | 1,4869  | 0,126     | —                         | 65° 54′ С; 9° 54′ И / 65.9° С; 9.9° И     | —             | —             | Делимично: Западна Русија, Скандинавија, Гренланд |      | [ 14 ] |
| 16. новембар 2058.  | 03:23:07                      | 124   | Делимично                | 1,1224  | 0,7644    | —                         | 62° 54′ С; 174° 12′ И / 62.9° С; 174.2° И | —             | —             | Делимично: Североисточна Азија |      | [ 14 ] |
| 11. мај 2059.       | 19:22:16                      | 129   | Потпуно                  | −0,508  | 1,0242    | 2:23                      | 10° 42′ Ј; 100° 24′ З / 10.7° Ј; 100.4° З | 95            | 59            | Потпуно: Еквадор, Перу, јужна Колумбија, Бразил Делимично: Источна Океанија, Јужна Америка, Средња Америка, Кариби |      | [ 14 ] |
| 5. новембар 2059.   | 09:18:15                      | 134   | Прстенасто               | 0,4454  | 0,9417    | 7:00                      | 8° 42′ С; 47° 06′ И / 8.7° С; 47.1° И     | 238           | 148           | Прстенасто: Француска, Шпанија, Андора, Италија, Либија, Египат, Судан, Еритреја, Јемен, Етиопија, Сомалија, Малдиви, западна Индонезија Делимично: Европа, Африка, Азија |      | [ 14 ] |
| 30. април 2060.     | 10:10:00                      | 139   | Потпуно                  | 0,2422  | 1,066     | 5:15                      | 28° 00′ С; 20° 54′ И / 28.0° С; 20.9° И   | 222           | 138           | Потпуно: Обала Слоноваче, Гана, Того, Бенин, Буркина Фасо, Нигерија, Нигер, Чад, Либија, Египат, Кипар, Турска, Сирија, Јерменија, Азербејџан, Иран, Туркменистан, Узбекистан, Казахстан, Киргистан, Кина Делимично: Источни Бразил, Африка, Европа, Азија |      | [ 14 ] |
| 24. октобар 2060.   | 09:24:10                      | 144   | Прстенасто               | −0,2625 | 0,9277    | 8:06                      | 25° 48′ Ј; 28° 06′ И / 25.8° Ј; 28.1° И   | 281           | 175           | Прстенасто: Гвинеја, Сијера Леоне, Либерија, Обала Слоноваче, Природни резерват Анобон, Ангола, Намибија, Боцвана, Јужноафричка Република Делимично: Источни Бразил, Африка, Антарктик |      | [ 14 ] |
| 20. април 2061.     | 02:56:49                      | 149   | Потпуно                  | 0,9578  | 1,0475    | 2:37                      | 64° 30′ С; 59° 12′ И / 64.5° С; 59.2° И   | 559           | 347           | Потпуно: Источна Украјина, Русија, западни Казахстан, Свалбард Делимично: Источна Европа, Азија, Аљаска, северозападна Канада |      | [ 15 ] |
| 13. октобар 2061.   | 10:32:10                      | 154   | Прстенасто               | −0,9639 | 0,9469    | 3:41                      | 62° 06′ Ј; 54° 24′ З / 62.1° Ј; 54.4° З   | 743           | 462           | Прстенасто: Јужни Чиле и Аргентина, Фокландска острва, Антарктик Делимично: Јужна Америка, Антарктик |      | [ 15 ] |
| 11. март 2062.      | 04:26:16                      | 121   | Делимично                | −1,0238 | 0,9331    | —                         | 61° 00′ Ј; 147° 06′ З / 61.0° Ј; 147.1° З | —             | —             | Делимично: Антарктик, Источна Аустралија, Нови Зеланд, Океанија |      | [ 15 ] |
| 3. септембар 2062.  | 08:54:27                      | 126   | Делимично                | 1,0191  | 0,9749    | —                         | 61° 18′ С; 150° 18′ И / 61.3° С; 150.3° И | —             | —             | Делимично: Гренланд, Северна Европа, Азија |      | [ 15 ] |
| 28. фебруар 2063.   | 07:43:30                      | 131   | Прстенасто               | −0,336  | 0,9293    | 7:41                      | 25° 12′ Ј; 77° 42′ И / 25.2° Ј; 77.7° И   | 280           | 174           | Прстенасто: Острва Принца Едварда, западна Индонезија, Малезија, Брунеј, јужни Филипини Делимично: Јужна Африка, Антарктик, Аустралија, Југоисточна Азија |      | [ 15 ] |
| 24. август 2063.    | 01:22:11                      | 136   | Потпуно                  | 0,2771  | 1,075     | 5:49                      | 25° 36′ С; 168° 24′ И / 25.6° С; 168.4° И | 252           | 157           | Потпуно: Северна Кина, Монголија, Северна Кореја, јужни Приморски крај Русије, северни Јапан, Француска Полинезија Делимично: Источна Азија, Северна Азија, Хаваји, Океанија |      | [ 15 ] |
| 17. фебруар 2064.   | 07:00:23                      | 141   | Прстенасто               | 0,3597  | 0,9262    | 8:56                      | 7° 00′ С; 69° 42′ И / 7.0° С; 69.7° И     | 295           | 183           | Прстенасто: Југоисточни Конго, северна Ангола, Демократска Република Конго, северна Замбија, Танзанија, Сејшели, Индија, Непал, северозападни Бангладеш, Бутан, Кина Делимично: Африка, Азија |      | [ 15 ] |
| 12. август 2064.    | 17:46:06                      | 146   | Потпуно                  | −0,4652 | 1,0495    | 4:28                      | 10° 54′ Ј; 96° 00′ З / 10.9° Ј; 96.0° З   | 184           | 114           | Потпуно: Чиле и Аргентина Делимично: Источна Океанија, Мексико, Средња Америка, Јужна Америка, Антарктик |      | [ 15 ] |
| 5. фебруар 2065.    | 09:52:26                      | 151   | Делимично                | 1,0336  | 0,9123    | —                         | 62° 12′ С; 21° 54′ З / 62.2° С; 21.9° З   | —             | —             | Делимично: Северна Африка, Западна Африка, Европа, Средња Азија |      | [ 15 ] |
| 3. јул 2065.        | 17:33:52                      | 118   | Делимично                | 1,4619  | 0,1638    | —                         | 64° 48′ С; 71° 54′ И / 64.8° С; 71.9° И   | —             | —             | Делимично: Северна Европа, северна Русија |      | [ 15 ] |
| 2. август 2065.     | 05:34:17                      | 156   | Делимично                | −1,2759 | 0,4903    | —                         | 62° 42′ Ј; 46° 30′ И / 62.7° Ј; 46.5° И   | —             | —             | Делимично: Источна Јужна Африка, јужни Мадагаскар, Антарктик |      | [ 15 ] |
| 27. децембар 2065.  | 08:39:56                      | 123   | Делимично                | −1,0688 | 0,8769    | —                         | 65° 24′ Ј; 149° 12′ З / 65.4° Ј; 149.2° З | —             | —             | Делимично: Антарктик, јужна Аустралија |      | [ 15 ] |
| 22. јун 2066.       | 19:25:48                      | 128   | Прстенасто               | 0,733   | 0,9435    | 4:40                      | 70° 06′ С; 96° 24′ З / 70.1° С; 96.4° З   | 309           | 192           | Прстенасто: Руски далеки исток, Аљаска, северна Канада, Азорска острва Делимично: Северна Русија, Канада, Гренланд, Сједињене Америчке Државе, Кариби, Северна Европа, Западна Европа |      | [ 15 ] |
| 17. децембар 2066.  | 00:23:40                      | 133   | Потпуно                  | −0,4043 | 1,0416    | 3:14                      | 47° 24′ Ј; 175° 48′ И / 47.4° Ј; 175.8° И | 152           | 94            | Потпуно: Југозападна Аустралија, Острво Стјуарт Делимично: Индонезија, Аустралија, Антарктик, Океанија |      | [ 15 ] |

| 11. јун 2067.       | 20:42:26 | 138 | Прстенасто | -0,0387 | 0,967  | 4:05 | 21° 00′ С; 130° 12′ З / 21.0° С; 130.2° З | 119 | 74  | Прстенасто: Кирибати, Еквадор, Перу, јужна Колумбија, западни Бразил Делимично: Океанија, Хаваји, јужна Северна Америка, Средња Америка, Кариби, западна Јужна Америка |                           | [ 15 ] |
| 6. децембар 2067.   | 14:03:43 | 143 | Хибридно   | 0,2845  | 1,0011 | 0:08 | 6° 00′ Ј; 32° 24′ З / 6.0° Ј; 32.4° З     | 4   | 2   | Потпуно: Бразил Прстенасто: Југоисточни Мексико, Гватемала, Белизе, Хондурас, Никарагва, Колумбија, Венецуела, Бразил, Гвајана, Нигерија, Камерун, Чад, Судан Делимично: Источна Северна Америка, Средња Америка, Кариби, северна и централна Јужна Америка, јужна Европа, Африка |                           | [ 15 ] |
| 31. мај 2068.       | 03:56:39 | 148 | Потпуно    | -0,797  | 1,011  | 1:06 | 31° 00′ Ј; 123° 12′ И / 31.0° Ј; 123.2° И | 63  | 39  | Потпуно: Аустралија, Нови Зеланд Делимично: Аустралија, Индонезија, Антарктик, западна Океанија |                           | [ 15 ] |
| 24. новембар 2068.  | 21:32:30 | 153 | Делимично  | 1,0299  | 0,9109 | —    | 68° 30′ С; 131° 06′ З / 68.5° С; 131.1° З | —   | —   | Делимично: Руски далеки исток, Северна Америка |                           | [ 15 ] |
| 21. април 2069.     | 10:11:09 | 120 | Делимично  | 1,0624  | 0,8992 | —    | 71° 00′ С; 101° 18′ З / 71.0° С; 101.3° З | —   | —   | Делимично: Источна Канада, Гренланд, Европа, Северна Азија |                           | [ 15 ] |
| 20. мај 2069.       | 17:53:18 | 158 | Делимично  | -1,4852 | 0,0879 | —    | 68° 48′ Ј; 69° 54′ З / 68.8° Ј; 69.9° З   | —   | —   | Делимично: Антарктичко полуострво, крајњи југ Чилеа и Аргентине |                           | [ 15 ] |
| 15. октобар 2069.   | 04:19:56 | 125 | Делимично  | -1,2524 | 0,5298 | —    | 71° 36′ Ј; 5° 30′ З / 71.6° Ј; 5.5° З     | —   | —   | Делимично: Антарктик |                           | [ 15 ] |
| 11. април 2070.     | 02:36:09 | 130 | Потпуно    | 0,3652  | 1,0472 | 4:04 | 29° 06′ С; 135° 06′ И / 29.1° С; 135.1° И | 168 | 104 | Потпуно: Шри Ланка, Андаманска и Никобарска острва, Мјанмар, Тајланд, Камбоџа, Лаос, Вијетнам, јужни Тајван, Нанпо острва Делимично: Азија, Аљаска, Хаваји, западна Канада |                           | [ 15 ] |
| 4. октобар 2070.    | 07:08:57 | 135 | Прстенасто | -0,495  | 0,9731 | 2:44 | 32° 48′ Ј; 60° 24′ И / 32.8° Ј; 60.4° И   | 110 | 68  | Прстенасто: Ангола, Замбија, Зимбабве, Мозамбик, Мадагаскар Делимично: Централна Африка, Јужна Африка, Источна Африка, Антарктик, Аустралија |                           | [ 15 ] |
| 31. март 2071.      | 15:01:06 | 140 | Прстенасто | -0,3739 | 0,9919 | 0:52 | 16° 42′ Ј; 37° 00′ З / 16.7° Ј; 37.0° З   | 31  | 19  | Прстенасто: Чиле, Аргентина, Бразил, Конго, Демократска Република Конго Делимично: Јужна Америка, Антарктик, Африка |                           | [ 16 ] |
| 23. септембар 2071. | 17:20:28 | 145 | Потпуно    | 0,262   | 1,0333 | 3:11 | 14° 12′ С; 76° 42′ З / 14.2° С; 76.7° З   | 116 | 72  | Потпуно: Северни Мексико, северна Колумбија, Венецуела, Гвајана, северни Бразил, Суринам, Француска Гвајана Делимично: Хаваји, Северна Америка, Средња Америка, Кариби, северна и централна Јужна Америка, Западна Африка |                           | [ 16 ] |
| 19. март 2072.      | 20:10:31 | 150 | Делимично  | -1,1405 | 0,7199 | —    | 72° 12′ Ј; 30° 24′ З / 72.2° Ј; 30.4° З   | —   | —   | Делимично: Антарктик, јужна Јужна Америка |                           | [ 16 ] |
| 12. септембар 2072. | 08:59:20 | 155 | Потпуно    | 0,9655  | 1,0558 | 3:13 | 69° 48′ С; 102° 00′ И / 69.8° С; 102.0° И | 732 | 455 | Потпуно: Северна и источна Русија Делимично: Гренланд, Европа, Азија |                           | [ 16 ] |
| 7. фебруар 2073.    | 01:55:59 | 122 | Делимично  | 1,1651  | 0,6768 | —    | 70° 30′ С; 114° 54′ И / 70.5° С; 114.9° И | —   | —   | Делимично: Источна Азија, Североисточна Азија, западна Аљаска |                           | [ 16 ] |
| 3. август 2073.     | 17:15:23 | 127 | Потпуно    | -0,8763 | 1,0294 | 2:29 | 43° 12′ Ј; 89° 24′ З / 43.2° Ј; 89.4° З   | 206 | 128 | Потпуно: Јужни Чиле и Аргентина Делимично: Централна и јужна Јужна Америка, Антарктичко полуострво |                           | [ 16 ] |
| 27. јануар 2074.    | 06:44:15 | 132 | Прстенасто | 0,4251  | 0,9798 | 2:21 | 6° 36′ С; 78° 48′ И / 6.6° С; 78.8° И     | 79  | 49  | Прстенасто: Источни Чад, Судан, северни Јужни Судан, Етиопија, Сомалија, Малдиви, Шри Ланка, Андаманска и Никобарска острва, Мјанмар, Тајланд, Лаос, Вијетнам, југоисточна Кина, југозападни Јапан Делимично: Централна Африка, Источна Африка, Источна Европа, Азија |                           | [ 16 ] |
| 24. јул 2074.       | 03:10:32 | 137 | Прстенасто | -0,1242 | 0,9838 | 1:57 | 12° 48′ С; 133° 42′ И / 12.8° С; 133.7° И | 58  | 36  | Прстенасто: Малдиви, Андаманска и Никобарска острва, Тајланд, Камбоџа, Вијетнам, Филипини, Микронезија, Тувалу Делимично: Јужна Азија, Југоисточна Азија, Источна Азија, северна Аустралија, Океанија |                           | [ 16 ] |
| 16. јануар 2075.    | 18:36:04 | 142 | Потпуно    | -0,2799 | 1,0311 | 2:42 | 37° 12′ Ј; 94° 06′ З / 37.2° Ј; 94.1° З   | 110 | 68  | Потпуно: Чиле, Аргентина, Парагвај, Бразил Делимично: Океанија, Антарктик, Јужна Америка |                           | [ 16 ] |
| 13. јул 2075.       | 06:05:44 | 147 | Прстенасто | 0,6583  | 0,9467 | 4:45 | 63° 06′ С; 95° 12′ И / 63.1° С; 95.2° И   | 262 | 163 | Прстенасто: Источна Шпанија, Француска, Монако, Италија, Сан Марино, Аустрија, Словенија, Хрватска, Босна и Херцеговина, Мађарска, Словачка, Чешка, северозападна Румунија, Пољска, Украјина, Белорусија, Русија Делимично: Европа, Северна Африка, Гренланд, северна Канада, Аљаска, Азија |                           | [ 16 ] |
| 6. јануар 2076.     | 10:07:27 | 152 | Потпуно    | -0,9373 | 1,0342 | 1:49 | 87° 12′ Ј; 173° 42′ З / 87.2° Ј; 173.7° З | 340 | 211 | Потпуно: Антарктик Делимично: Јужна Јужна Америка, Антарктик, југозападна Аустралија |                           | [ 16 ] |
| 1. јун 2076.        | 17:31:22 | 119 | Делимично  | -1,3897 | 0,2897 | —    | 64° 24′ Ј; 51° 12′ З / 64.4° Ј; 51.2° З   | —   | —   | Делимично: Јужна Јужна Америка, Антарктичко полуострво |                           | [ 16 ] |
| 1. јул 2076.        | 06:50:43 | 157 | Делимично  | 1,4005  | 0,2746 | —    | 67° 00′ С; 98° 06′ З / 67.0° С; 98.1° З   | —   | —   | Делимично: Гренланд, северна Канада, Аљаска, Руски далеки исток |                           | [ 16 ] |
| 26. новембар 2076.  | 11:43:01 | 124 | Делимично  | 1,1401  | 0,7315 | —    | 63° 42′ С; 40° 06′ И / 63.7° С; 40.1° И   | —   | —   | Делимично: Африка, Европа, западна Азија |                           | [ 16 ] |
| 22. мај 2077.       | 02:46:05 | 129 | Потпуно    | -0,5725 | 1,029  | 2:54 | 13° 06′ Ј; 148° 18′ И / 13.1° Ј; 148.3° И | 119 | 74  | Потпуно: Аустралија, Папуа Нова Гвинеја, Соломонова Острва Делимично: Аустралија, Индонезија, Антарктик, Океанија |                           | [ 16 ] |
| 15. новембар 2077.  | 17:07:56 | 134 | Прстенасто | 0,4705  | 0,9371 | 7:54 | 7° 48′ С; 70° 48′ З / 7.8° С; 70.8° З     | 262 | 163 | Прстенасто: Орегон, Вашингтон, Калифорнија, Ајдахо, Невада, Јута, Колорадо, Аризона, Нови Мексико, Тексас, Полуострво Јукатан, Куба, Колумбија, Венецуела, Бразил, Гвајана, Суринам, Француска Гвајана Делимично: Северна Америка, Средња Америка, Кариби, Јужна Америка, Западна Африка |                           | [ 16 ] |
| 11. мај 2078.       | 17:56:55 | 139 | Потпуно    | 0,1838  | 1,0701 | 5:40 | 28° 06′ С; 93° 42′ З / 28.1° С; 93.7° З   | 232 | 144 | Потпуно: Кирибати, Мексико, Тексас, Луизијана, Мисисипи, Алабама, Флорида, Џорџија, Јужна Каролина, Северна Каролина, Вирџинија, источна Канарска Острва Делимично: Океанија, Северна Америка, Средња Америка, Кариби, северна Јужна Америка, Западна Европа, Северозападна Африка |                           | [ 16 ] |
| 4. новембар 2078.   | 16:55:44 | 144 | Прстенасто | -0,2285 | 0,9255 | 8:29 | 27° 48′ Ј; 83° 18′ З / 27.8° Ј; 83.3° З   | 287 | 178 | Прстенасто: Чиле, Аргентина, Тристан да Куња Делимично: Источна Океанија, Мексико, југозападне Сједињене Америчке Државе, Средња Америка, Јужна Америка, Антарктик |                           | [ 16 ] |
| 1. мај 2079.        | 10:50:13 | 149 | Потпуно    | 0,9081  | 1,0512 | 2:55 | 66° 12′ С; 46° 18′ З / 66.2° С; 46.3° З   | 406 | 252 | Потпуно: Мериленд, Делавер, Пенсилванија, Њу Џерзи, Њујорк, Конектикат, Масачусетс, Роуд Ајланд, Вермонт, Њу Хемпшир, Мејн источна Канада, Гренланд Делимично: Источна Северна Америка, источни Кариби, Северозападна Африка, Европа, Русија |                           | [ 16 ] |
| 24. октобар 2079.   | 18:11:21 | 154 | Прстенасто | -0,9243 | 0,9484 | 3:39 | 63° 24′ Ј; 160° 36′ З / 63.4° Ј; 160.6° З | 495 | 308 | Прстенасто: Нови Зеланд, Антарктик Делимично: Океанија, Антарктик, јужна Јужна Америка |                           | [ 16 ] |
| 21. март 2080.      | 12:20:15 | 121 | Делимично  | -1,0578 | 0,8734 | —    | 60° 54′ Ј; 85° 54′ И / 60.9° Ј; 85.9° И   | —   | —   | Делимично: Антарктик, Јужна Африка |                           | [ 16 ] |
| 13. септембар 2080. | 16:38:09 | 126 | Делимично  | 1,0723  | 0,8743 | —    | 61° 06′ С; 25° 48′ И / 61.1° С; 25.8° И   | —   | —   | Делимично: Северна Северна Америка, Европа, Западна Африка, Северна Африка |                           | [ 16 ] |
| 24. октобар 2080.   | 10:36:11 | 164 | Делимично  | -1,5407 | 0,0056 | —    | 61° 48′ Ј; 95° 30′ З / 61.8° Ј; 95.5° З   | —   | —   | Делимично: Нигде | Датотека:SE2080Oct24P.png | [ 16 ] |
| 21. март 2081.      | 22:54:32 | 131 | Прстенасто | -0,4011 | 0,9319 | 7:31 | 19° 42′ Ј; 149° 18′ И / 19.7° Ј; 149.3° И | 274 | 170 | Прстенасто: Аустралија, Нова Гвинеја, Маршалска Острва, Хаваји Делимично: Аустралија, Југоисточна Азија, Океанија, Антарктик | Датотека:SE2081Mar21A.png | [ 17 ] |
| 13. септембар 2081. | 16:56:36 | 136 | Потпуно    | 0,3378  | 1,072  | 5:33 | 24° 36′ С; 53° 36′ И / 24.6° С; 53.6° И   | 247 | 153 | Потпуно: Француска, Немачка, Швајцарска, Лихтенштајн, Аустрија, Италија, Словенија, Хрватска, Мађарска, Босна и Херцеговина, Србија, Румунија, Бугарска, Турска, Сирија, Ирак, Бахреин, Кувајт, западни Иран, Катар, Уједињени Арапски Емирати, источна Саудијска Арабија, Оман, Малдиви, јужна Индонезија Делимично: Гренланд, Европа, Северна Африка, Североисточна Африка, Блиски исток, Средња Азија, Јужна Азија, Југоисточна Азија |                           | [ 17 ] |
| 27. фебруар 2082.   | 14:47:00 | 141 | Прстенасто | 0,3361  | 0,9298 | 8:12 | 9° 24′ С; 47° 06′ З / 9.4° С; 47.1° З     | 277 | 172 | Прстенасто: Перу, Бразил, Суринам, Француска Гвајана, Португалија, Шпанија, Француска, Швајцарска, Италија, јужна Немачка, Лихтенштајн, Аустрија, Словенија, Хрватска, Мађарска Делимично: Јужна Америка, Средња Америка, Кариби, Мексико, југоисточне Сједињене Америчке Државе, источна Канада, Западна Африка, Северна Африка, Гренланд, Европа                                                                                       |                           | [ 17 ] |
| 24. август 2082.    | 01:16:21 | 146 | Потпуно    | -0,4004 | 1,0452 | 4:01 | 10° 18′ Ј; 151° 48′ И / 10.3° Ј; 151.8° И | 163 | 101 | Потпуно: Индонезија, Малезија, Брунеј, Папуа Нова Гвинеја Делимично: Југоисточна Азија, Аустралија, Океанија, Антарктик |                           | [ 17 ] |
| 16. фебруар 2083.   | 18:06:36 | 151 | Делимично  | 1,017   | 0,9433 | —    | 61° 36′ С; 154° 06′ З / 61.6° С; 154.1° З | —   | —   | Делимично: Хаваји, Северна Америка |                           | [ 17 ] |
| 15. јул 2083.       | 00:14:23 | 118 | Делимично  | 1,5465  | 0,0168 | —    | 64° 00′ С; 37° 42′ З / 64.0° С; 37.7° З   | —   | —   | Делимично: Гренланд |                           | [ 17 ] |
| 13. август 2083.    | 12:34:41 | 156 | Делимично  | -1,2064 | 0,6146 | —    | 62° 06′ Ј; 67° 30′ З / 62.1° Ј; 67.5° З   | —   | —   | Делимично: Јужна и централна Јужна Америка, Антарктик |                           | [ 17 ] |
| 7. јануар 2084.     | 17:30:23 | 123 | Делимично  | -1,0715 | 0,8723 | —    | 64° 24′ Ј; 68° 30′ И / 64.4° Ј; 68.5° И   | —   | —   | Делимично: Антарктик, крајњи југ Јужне Америке |                           | [ 17 ] |
| 3. јул 2084.        | 01:50:26 | 128 | Прстенасто | 0,8208  | 0,9421 | 4:25 | 75° 00′ С; 169° 06′ З / 75.0° С; 169.1° З | 377 | 234 | Прстенасто: Русија, Аљаска, западна Канада, Вашингтон, Орегон, Ајдахо, Калифорнија, Невада, Јута, Вајоминг Делимично: Скандинавија, Источна Азија, Русија, Хаваји, западна Северна Америка |                           | [ 17 ] |
| 27. децембар 2084.  | 09:13:48 | 133 | Потпуно    | -0,4094 | 1,0396 | 3:04 | 47° 18′ Ј; 47° 42′ И / 47.3° Ј; 47.7° И   | 146 | 91  | Потпуно: Острва Крозе Делимично: Јужна Африка, Антарктик, Аустралија |                           | [ 17 ] |
| 22. јун 2085.       | 03:21:16 | 138 | Прстенасто | 0,0452  | 0,9704 | 3:29 | 26° 12′ С; 131° 18′ И / 26.2° С; 131.3° И | 106 | 66  | Прстенасто: Индија, Мјанмар, Кина, Острва Рјукју, Маршалска Острва, Кирибати Делимично: Јужна Азија, Југоисточна Азија, Источна Азија, Океанија, Хаваји |                           | [ 17 ] |
| 16. децембар 2085.  | 22:37:48 | 143 | Прстенасто | 0,2786  | 0,9971 | 0:19 | 7° 18′ Ј; 160° 48′ З / 7.3° Ј; 160.8° З   | 10  | 6   | Прстенасто: Микронезија, југозападни Мексико Делимично: Северна Аустралија, Океанија, Хаваји, западна Северна Америка |                           | [ 17 ] |
| 11. јун 2086.       | 11:07:14 | 148 | Потпуно    | -0,7215 | 1,0174 | 1:48 | 23° 12′ Ј; 12° 30′ И / 23.2° Ј; 12.5° И   | 86  | 53  | Потпуно: Намибија, Боцвана, Јужноафричка Република Делимично: Источни Бразил, Јужна Африка, Централна Африка |                           | [ 17 ] |
| 6. децембар 2086.   | 05:38:55 | 153 | Делимично  | 1,0194  | 0,9271 | —    | 67° 24′ С; 96° 12′ И / 67.4° С; 96.2° И   | —   | —   | Делимично: Азија |                           | [ 17 ] |
| 2. мај 2087.        | 18:04:42 | 120 | Делимично  | 1,1139  | 0,8011 | —    | 70° 18′ С; 127° 36′ И / 70.3° С; 127.6° И | —   | —   | Делимично: Источна Русија, северна Северна Америка, Северна Европа |                           | [ 17 ] |
| 1. јун 2087.        | 01:27:14 | 158 | Делимично  | -1,4186 | 0,2146 | —    | 67° 48′ Ј; 165° 24′ И / 67.8° Ј; 165.4° И | —   | —   | Делимично: Нови Зеланд |                           | [ 17 ] |
| 26. октобар 2087.   | 11:46:57 | 125 | Делимично  | -1,2882 | 0,4696 | —    | 71° 00′ Ј; 130° 30′ З / 71.0° Ј; 130.5° З | —   | —   | Делимично: Јужна Јужна Америка, Антарктик |                           | [ 17 ] |
| 21. април 2088.     | 10:31:49 | 130 | Потпуно    | 0,4135  | 1,0474 | 3:58 | 36° 00′ С; 15° 06′ И / 36.0° С; 15.1° И   | 173 | 107 | Потпуно: Зеленортска Острва, Мауританија, Западна Сахара, северни Мали, Алжир, Тунис, Малта, јужна Италија, Грчка, Турска, Грузија, јужна Русија, Казахстан, Узбекистан, Киргистан, западна Кина Делимично: Источна Канада, Гренланд, Европа, Западна Африка, Северна Африка, Блиски исток, Средња Азија, Јужна Азија, Југоисточна Азија                                                                                                 |                           | [ 17 ] |
| 14. октобар 2088.   | 14:48:05 | 135 | Прстенасто | -0,5349 | 0,9727 | 2:38 | 39° 42′ Ј; 56° 00′ З / 39.7° Ј; 56.0° З   | 115 | 71  | Прстенасто: Чиле, Аргентина Делимично: Јужна Америка, Антарктик, Јужна Африка |                           | [ 17 ] |
| 10. април 2089.     | 22:44:42 | 140 | Прстенасто | -0,3319 | 0,9919 | 0:53 | 10° 12′ Ј; 154° 48′ З / 10.2° Ј; 154.8° З | 30  | 19  | Прстенасто: Југоисточна Аустралија, Тонга, Нијуе Делимично: Аустралија, Океанија, Антарктик, Мексико, Средња Америка |                           | [ 17 ] |
| 4. октобар 2089.    | 01:15:23 | 145 | Потпуно    | 0,2167  | 1,0333 | 3:14 | 7° 24′ С; 162° 48′ И / 7.4° С; 162.8° И   | 115 | 71  | Потпуно: Кина, Острва Рјукју, Северна Маријанска Острва, Кирибати Делимично: Источна Азија, Југоисточна Азија, Океанија, Хаваји |                           | [ 17 ] |
| 31. март 2090.      | 03:38:08 | 150 | Делимично  | -1,1028 | 0,7843 | —    | 72° 06′ Ј; 156° 18′ З / 72.1° Ј; 156.3° З | —   | —   | Делимично: Антарктик, југоисточна Аустралија, Океанија |                           | [ 17 ] |
| 23. септембар 2090. | 16:56:36 | 155 | Потпуно    | 0,9157  | 1,0562 | 3:36 | 60° 42′ С; 40° 30′ З / 60.7° С; 40.5° З   | 463 | 288 | Потпуно: Северна Канада, Гренланд, јужна Ирска, јужна Велика Британија, Француска, Белгија Делимично: Северна Америка, Западна Европа, Западна Африка |                           | [ 17 ] |
| 18. фебруар 2091.   | 09:54:40 | 122 | Делимично  | 1,1779  | 0,6558 | —    | 71° 12′ С; 17° 48′ З / 71.2° С; 17.8° З   | —   | —   | Делимично: Европа, Северна Африка, Средња Азија |                           | [ 18 ] |
| 15. август 2091.    | 00:34:43 | 127 | Потпуно    | -0,949  | 1,0216 | 1:38 | 55° 36′ Ј; 150° 30′ И / 55.6° Ј; 150.5° И | 236 | 147 | Потпуно: Нигде Делимично: Аустралија, Океанија, Антарктик |                           | [ 18 ] |
| 7. фебруар 2092.    | 15:10:20 | 132 | Прстенасто | 0,4322  | 0,984  | 1:48 | 9° 54′ С; 48° 42′ З / 9.9° С; 48.7° З     | 62  | 39  | Прстенасто: Панама, Колумбија, Венецуела, Гвајана, Канарска Острва, Мароко, Алжир, Тунис Делимично: Северна Америка, Средња Америка, Кариби, северна Јужна Америка, Западна Африка, Северозападна Африка, Западна Европа |                           | [ 18 ] |
| 3. август 2092.     | 09:59:33 | 137 | Прстенасто | -0,2044 | 0,9794 | 2:31 | 5° 36′ С; 30° 18′ И / 5.6° С; 30.3° И     | 75  | 47  | Прстенасто: Либерија, Обала Слоноваче, Гана, Того, Бенин, Нигерија, Камерун, Чад, Централноафричка Република, Јужни Судан, Уганда, Кенија, Сомалија, Сејшели Делимично: Источни Бразил, Африка, Јужна Европа, Блиски исток, Јужна Азија |                           | [ 18 ] |
| 27. јануар 2093.    | 03:22:16 | 142 | Потпуно    | -0,2737 | 1,034  | 2:58 | 34° 06′ Ј; 136° 24′ И / 34.1° Ј; 136.4° И | 119 | 74  | Потпуно: Аустралија Делимично: Индонезија, Аустралија, Антарктик, Нови Зеланд |                           | [ 18 ] |
| 23. јул 2093.       | 12:32:04 | 147 | Прстенасто | 0,5717  | 0,9463 | 5:11 | 54° 36′ С; 1° 18′ И / 54.6° С; 1.3° И     | 241 | 150 | Прстенасто: Илиноис, Индијана, Охајо, Мичиген, Пенсилванија, Њујорк, Вермонт, Њу Хемпшир, Мејн, југоисточна Канада, Ирска, Велика Британија, Холандија, Немачка, Чешка, Пољска, Словачка, Мађарска, Украјина, Румунија, Молдавија, Турска, Ирак, Иран, Пакистан, западна Индија Делимично: Источна Северна Америка, Кариби, Европа, Северна Африка, Гренланд, северна Канада, Аљаска, Азија                                              |                           | [ 18 ] |
| 16. јануар 2094.    | 18:59:03 | 152 | Потпуно    | -0,9333 | 1,0342 | 1:51 | 84° 48′ Ј; 10° 36′ З / 84.8° Ј; 10.6° З   | 329 | 204 | Потпуно: Антарктик Делимично: Јужна Америка, Антарктик, Нови Зеланд |                           | [ 18 ] |
| 13. јун 2094.       | 00:22:11 | 119 | Делимично  | -1,4613 | 0,1618 | —    | 65° 18′ Ј; 163° 36′ З / 65.3° Ј; 163.6° З | —   | —   | Делимично: Нигде |                           | [ 18 ] |
| 12. јул 2094.       | 13:24:35 | 157 | Делимично  | 1,3150  | 0,4224 | —    | 68° 00′ С; 152° 48′ И / 68.0° С; 152.8° И | —   | —   | Делимично: Северна Северна Америка, Скандинавија, Русија |                           | [ 18 ] |
| 7. децембар 2094.   | 20:05:56 | 124 | Делимично  | 1,1547  | 0,7046 | —    | 64° 42′ С; 95° 00′ З / 64.7° С; 95.0° З   | —   | —   | Делимично: Северна Америка |                           | [ 18 ] |
| 2. јун 2095.        | 10:07:40 | 129 | Потпуно    | -0,6396 | 1,0332 | 3:18 | 16° 42′ Ј; 37° 12′ И / 16.7° Ј; 37.2° И   | 145 | 90  | Потпуно: Јужноафричка Република, Намибија, Боцвана, Зимбабве, Мозамбик, јужни Малави, Мадагаскар Делимично: Јужна Африка, Централна Африка, Источна Африка, јужни Блиски исток, јужна Индија |                           | [ 18 ] |
| 27. новембар 2095.  | 01:02:57 | 134 | Прстенасто | 0,4903  | 0,933  | 8:47 | 7° 12′ С; 169° 48′ И / 7.2° С; 169.8° И   | 285 | 177 | Прстенасто: Североисточна Кина, Северна Кореја, Јужна Кореја, Јапан, Маршалска Острва, Кирибати Делимично: Источна Азија, Југоисточна Азија, Океанија, Хаваји, југозападна Аљаска |                           | [ 18 ] |
| 22. мај 2096.       | 01:37:14 | 139 | Потпуно    | 0,1196  | 1,0737 | 6:07 | 27° 18′ С; 153° 24′ И / 27.3° С; 153.4° И | 241 | 150 | Потпуно: Индонезија, Филипини Делимично: Југоисточна Азија, Источна Азија, северна Аустралија, Хаваји, северозападна Северна Америка |                           | [ 18 ] |
| 15. новембар 2096.  | 00:36:15 | 144 | Прстенасто | -0,20   | 0,9237 | 8:53 | 29° 42′ Ј; 163° 18′ И / 29.7° Ј; 163.3° И | 294 | 183 | Прстенасто: Малезија, Брунеј, Индонезија, Папуа Нова Гвинеја, североисточна Аустралија, Нови Зеланд Делимично: Југоисточна Азија, Аустралија, Океанија, Антарктик |                           | [ 18 ] |
| 11. мај 2097.       | 18:34:31 | 149 | Потпуно    | 0,8516  | 1,0538 | 3:10 | 67° 24′ С; 149° 30′ З / 67.4° С; 149.5° З | 339 | 211 | Потпуно: Аљаска, Свалбард, источна Норвешка, северозападна Русија Делимично: Хаваји, северна Русија, Канада, северозападне Сједињене Америчке Државе, Гренланд, Северна Европа |                           | [ 18 ] |
| 4. новембар 2097.   | 02:01:25 | 154 | Прстенасто | -0,8926 | 0,9494 | 3:36 | 65° 48′ Ј; 86° 48′ И / 65.8° Ј; 86.8° И   | 411 | 255 | Прстенасто: Антарктик Делимично: Југозападна Аустралија, Антарктик |                           | [ 18 ] |
| 1. април 2098.      | 20:02:31 | 121 | Делимично  | -1,1005 | 0,7984 | —    | 61° 00′ Ј; 38° 06′ З / 61.0° Ј; 38.1° З   | —   | —   | Делимично: Антарктик, јужна и централна Јужна Америка |                           | [ 18 ] |
| 25. септембар 2098. | 00:31:16 | 126 | Делимично  | 1,14    | 0,7871 | —    | 61° 06′ С; 101° 00′ З / 61.1° С; 101.0° З | —   | —   | Делимично: Руски далеки исток, Хаваји, западна Северна Америка |                           | [ 18 ] |
| 24. октобар 2098.   | 10:36:11 | 164 | Делимично  | -1,5407 | 0,0056 | —    | 61° 48′ Ј; 95° 30′ З / 61.8° Ј; 95.5° З   | —   | —   | Делимично: Нигде |                           | [ 18 ] |
| 21. март 2099.      | 22:54:32 | 131 | Прстенасто | -0,4011 | 0,9319 | 7:31 | 19° 42′ Ј; 149° 18′ И / 19.7° Ј; 149.3° И | 274 | 170 | Прстенасто: Аустралија, Нова Гвинеја, Маршалска Острва, Хаваји Делимично: Аустралија, Југоисточна Азија, Океанија, Антарктик |                           | [ 18 ] |
| 14. септембар 2099. | 16:56:36 | 136 | Потпуно    | 0,3378  | 1,072  | 5:33 | 24° 36′ С; 53° 36′ И / 24.6° С; 53.6° И   | 247 | 153 | Потпуно: Француска, Немачка, Швајцарска, Лихтенштајн, Аустрија, Италија, Словенија, Хрватска, Мађарска, Босна и Херцеговина, Србија, Румунија, Бугарска, Турска, Сирија, Ирак, Бахреин, Кувајт, западни Иран, Катар, Уједињени Арапски Емирати, источна Саудијска Арабија, Оман, Малдиви, јужна Индонезија Делимично: Гренланд, Европа, Северна Африка, Североисточна Африка, Блиски исток, Средња Азија, Јужна Азија, Југоисточна Азија |                           | [ 18 ] |
| 8. септембар 2100.  | 09:54:21 | 160 | Делимично  | 1,5458  | 0,0076 | —    | 60° 54′ С; 114° 42′ И / 60.9° С; 114.7° И | —   | —   | Делимично: Североисточна Азија | Датотека:SE2100Sep08P.png | [ 18 ] |